# Walter McCarty
Pour les articles homonymes, voir McCarty.
Walter Lee McCarty, né le 1er février 1974 à Evansville dans l'Indiana, est un joueur et entraîneur américain de basket-ball. Il évoluait au poste d'ailier fort.

## Biographie
Walter McCarty fait une apparition en 1998 dans le film He Got Game dans le rôle de "Mance". En 2003, il sort un album de R&B/soul intitulé "Moment for Love".